# San Genaro Norte
San Genaro Norte fue una localidad argentina ubicada en el departamento San Jerónimo de la provincia de Santa Fe. En 2006 fue unificada con la localidad de San Genaro, para formar un único municipio.

## Historia
En San Genaro Norte comenzó la historia del poblado cuando una familia de Navarra funda la Colonia Caridad. No obstante en 1890 se crea una estación de ferrocarril 2 km al sudoeste, alrededor de la cual se forma un nuevo núcleo poblacional. Este núcleo pasó a llamarse San Genaro y la antigua población San Genaro Norte.

## Población
Contaba al momento previo a la unificación en el año 2006 con 4,661 habitantes (Indec, 2010), lo que representa un incremento del 15% frente a los 4,200 habitantes (Indec, 2001) del censo anterior.
Junto a la antigua localidad de San Genaro, forman la actual ciudad de San Genaro contando con una población total de 8,731 habitantes (Indec, 2010).
| Gráfica de evolución demográfica de San Genaro Norte entre 1991 y 2010 |
|                                                                        |
| Fuente: Censos nacionales del INDEC                                    |